# Ҵ
Ҵ, ҵ е буква от кирилицата. Обозначава беззвучната венечна преградно-проходна изтласкваща съгласна /t͡sʼ/. Въведена е от Андрей Шьогрен през 1844 година, който съставя първата осетинска азбука на основата на кирилицата. Днес в осетинския език е заменена от диграфа Цъ. В абхазкия език е въведена през 1892 година от Константин Мачавариани и Дмитрий Гулиа, където замества въведената от Пьотър Услар грузинска буква წ. В абхазката азбука се намира между Ц и Ч.
Буквата Ҵ е лигатура между кирилските букви Т и Ц. В латиницата буквата Ҵ се транслитерира като c̄, ç, t͡ṡ или c.